# George Foottit
George Foottit (Mánchester, 24 de abril de 1864-París, 29 de agosto de 1921) fue un payaso, acróbata, jinete y artista de circo británico.

## Trayectoria

### Infancia e inicios en el circo
Foottit era hijo de Sarah Foottit y del payaso George «Funny» Foottit, que actuó en el Teatro Drury Lane de Londres y que luego fundó el Foottit's Allied Circus, en el que Foottit inició su andadura artística. Su padre le enseñó las acrobacias de circo y a los tres años actuó imitando a su padre. En el circo también aprendió música. A los ocho años sus padre lo enviaron a una escuela cerca de Nottingham en la que recibió educación formal. Su padre murió cuando tenía diez años y su madre se casó con Thomas Batty, un acróbata ecuestre y asumió la dirección del circo familiar.

### Primeros años como payaso
Aprendió acrobacia ecuestre de Batty y fue enviado al Sanger’s Circus propiedad de su tío George Sanger, donde actuó como acróbata ecuestre hasta los 18 años, cuando se independizó sin éxito. A los 19 años, debutó como payaso en el Cirque Continental de Burdeos, y saltó a la fama dentro de la escena circense parisina, gracias a su número de payaso en solitario en el que intentaba expresarse en francés.

### Parodias femeninas
Regresó a Inglaterra tras la quiebra del Cirque Continental, para trabajar en el Hollander’s Great International Circus. Para diferenciarse de la competencia británica, comenzó un nuevo espectáculo en el que hacía una parodia de una bailarina acróbata ecuestre, écuyère de panneau, cuyo personaje vestía un tutú, usaba maquillaje y hacía acrobacias sobre el lomo de un caballo.
En 1886 fue contratado por el Nouveau Cirque, en el que también actuaba el payaso Tony Grice y en 1890 se había convertido en la principal atracción del circo. Encontró su espacio artístico en la imitación de personajes femeninos que hacían reír con facilidad, debido al contraste con su aspecto corpulento y masculino, en los que predominaba el lenguaje físico y las muecas exageradas. Su parodia sobre la actuación de la actriz francesa Sarah Bernhardt en su papel de Cleopatra, tuvo repercusión mediática.

### Foottit y Chocolat
En 1889, formó junto a Rafael Padilla, más conocido como el payaso Chocolat, el dúo «Foottit et Chocolat». Actuaron en el Hippodrome du Champ de Mars y en el Nouveau Cirque de París. Sus números se caracterizaban por tener una relación entre un Foottit listo carablanca y un Chocolat augusto víctima, la gracia del espectáculo estaba en las venganzas de Chocolat que ridiculizaban a Foottit. Desarrolló una especie de libreto, llamado «entradas de payasos», para estructurar sus números y ayudar a Chocolat en sus improvisaciones. Este repertorio se convirtió en un manual para los payasos desde ese momento. Juntos aparecieron en los cortos mudos Guillaume Tell en 1896, y de los Hermanos Lumière en 1900: Le policeman y La mort de Chocolat. El 1910, el dúo se disolvió y cada uno optó por desarrollar su propia carrera artística.

### Últimos años y muerte
Foottit trabajó con sus hijos Thomas, George y Harry a quienes formó como payasos, dirigió su propio circo y actuó para el ejército francés. En 1920, después de la guerra, interpretó el papel de un payaso filósofo, en la obra Les Mille et Une Nuits de Firmin Gémier, representada en el Teatro de los Campos Elíseos. Actuó, en 1921, en el cortometraje mudo del director Louis Delluc, Fièvre. Su fama y éxito decayeron y su principal fuente de ingresos provenía de un bar que había inaugurado en París. Actuó públicamente por última vez, con una parodia alusiva a las bailarinas de Edgar Degas, en un espectáculo en casa del modisto Paul Poiret.
Falleció a los 57 años, en su casa de París, el 29 de abril de 1921. En las necrológicas se le reconocía cómo «el mejor payaso de su generación». Está enterrado en el cementerio de Père Lachaise.

## En la cultura popular
En 2016, se estrenó la película biográfica francesa, Monsieur Chocolat, del director Roschdy Zem, en el que se relata la vida de Rafael Padilla y aparece la etapa en la que Foottit y Chocolat trabajaron juntos en el circo. Foottit fue representado por James Thierrée y Chocolat por Omar Sy.

## Galería

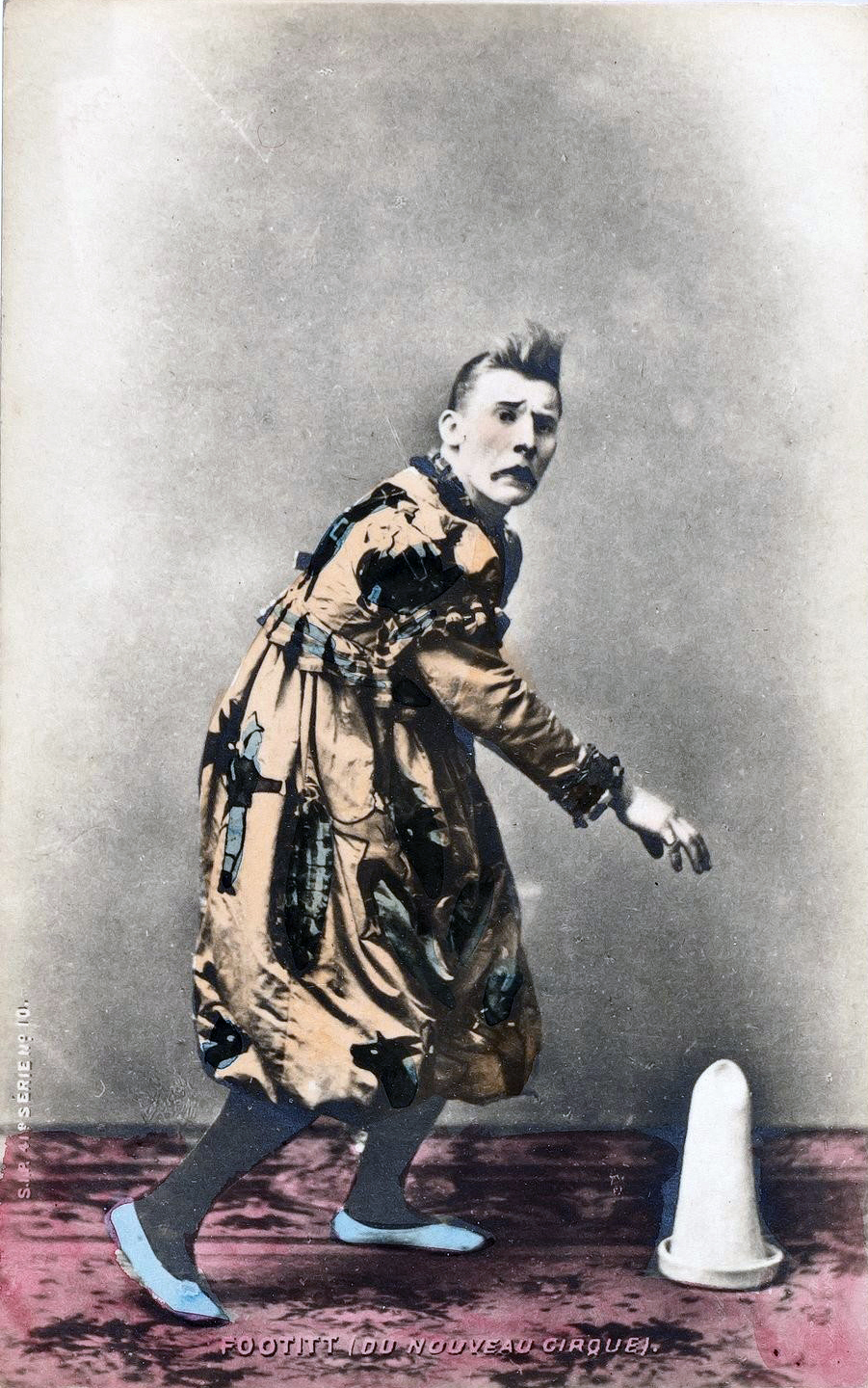
Foottit en el Nouveau Cirque
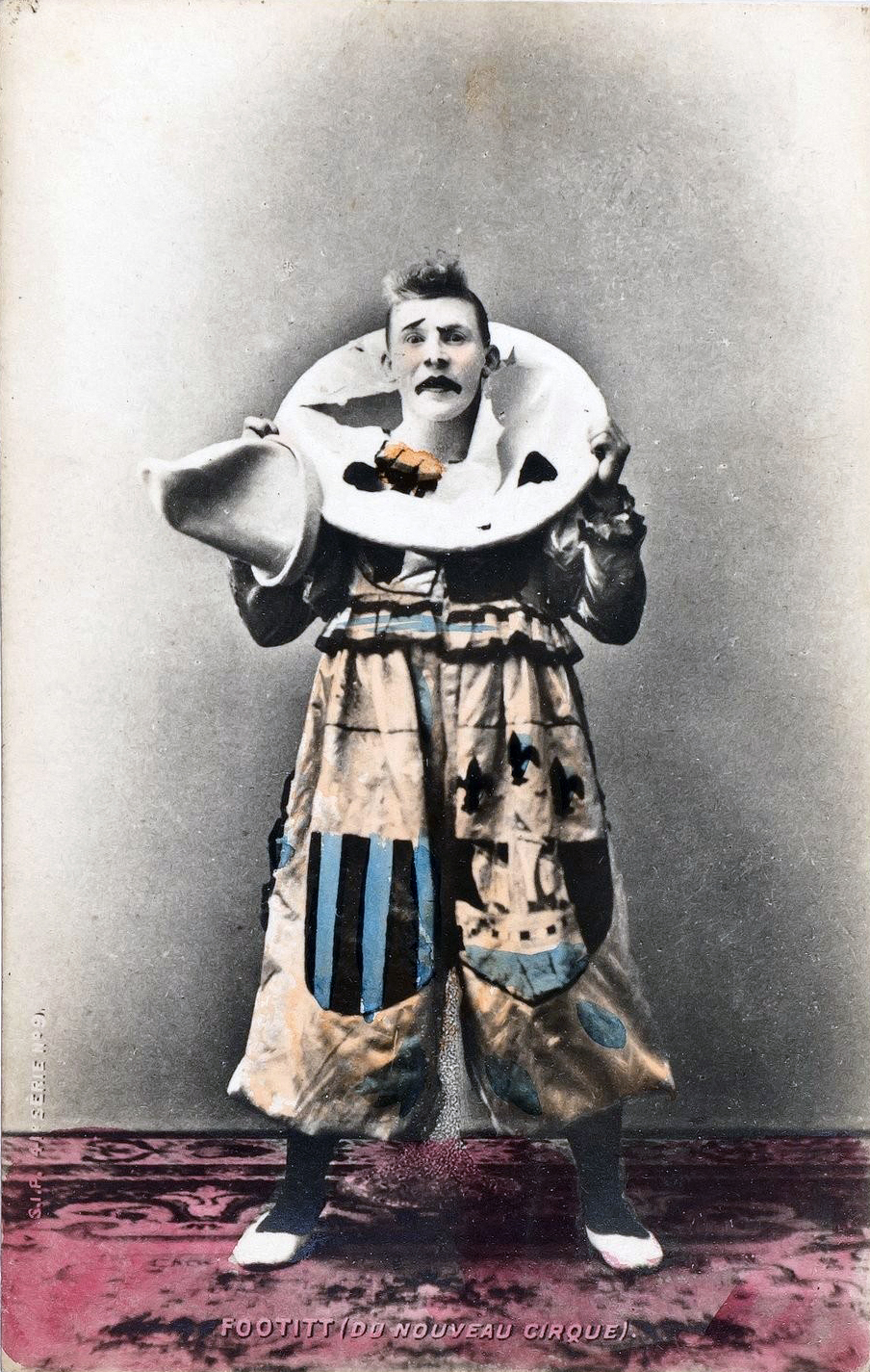
Foottit en el Nouveau Cirque
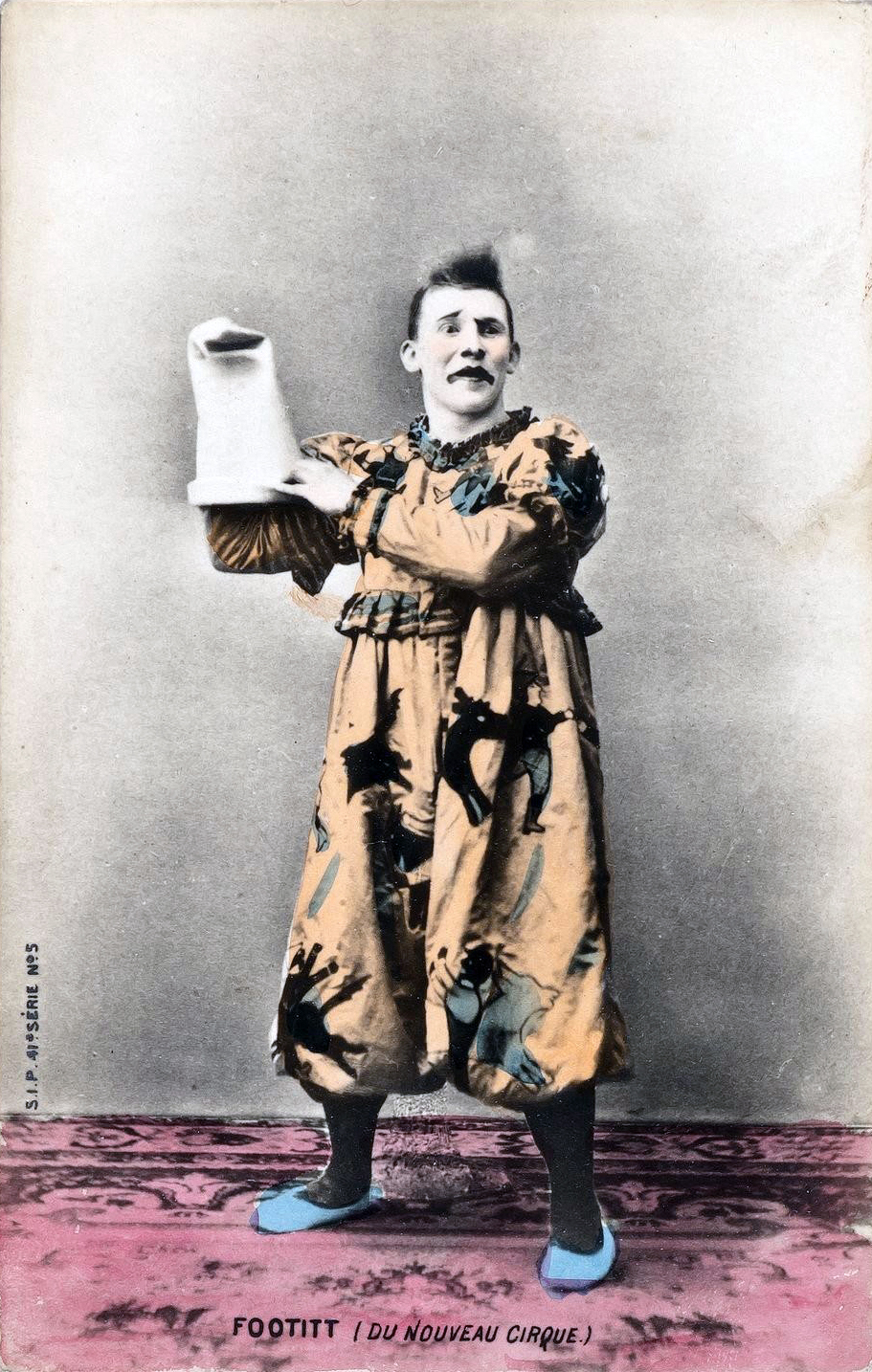
Foottit en el Nouveau Cirque
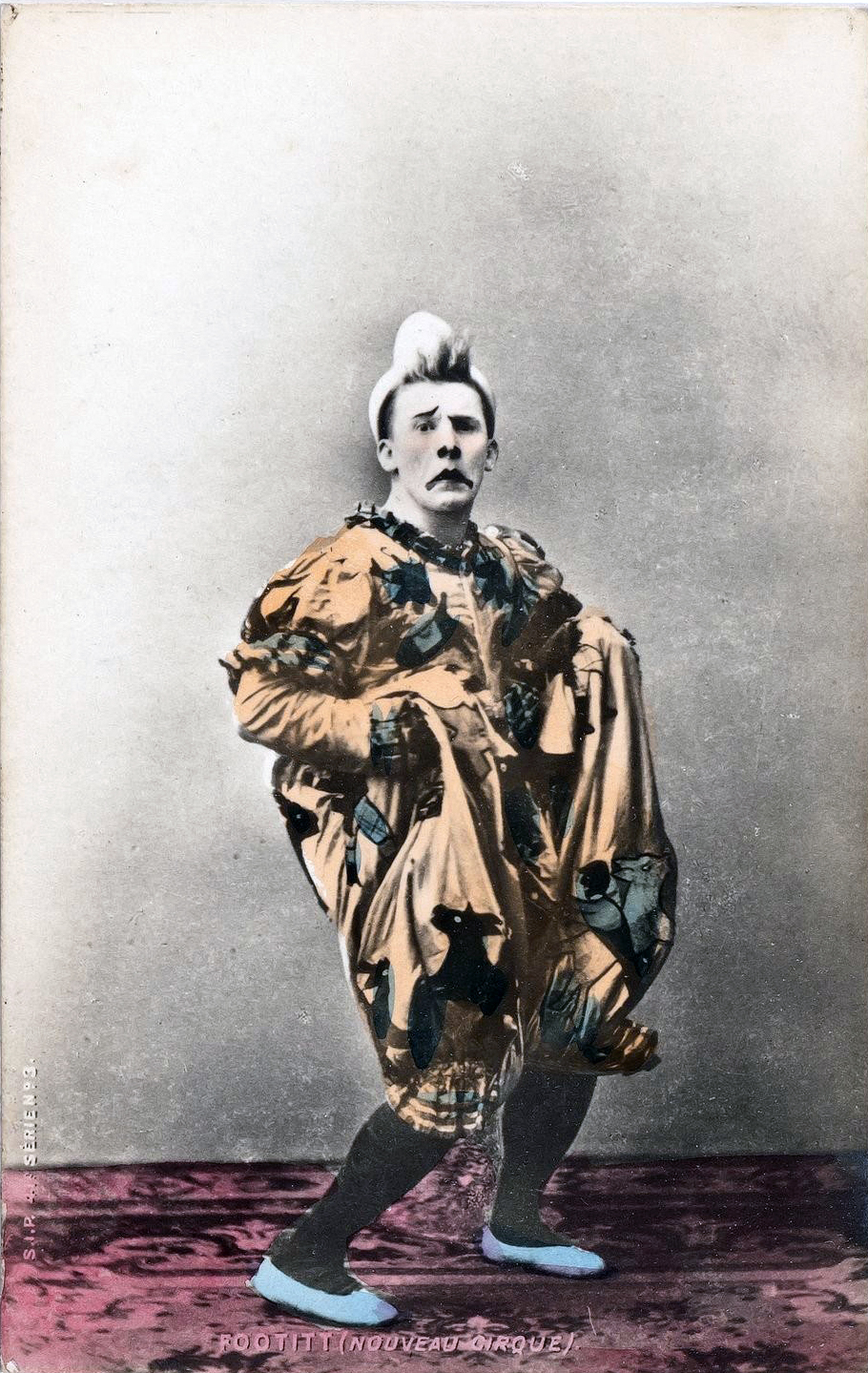
Foottit en el Nouveau Cirque
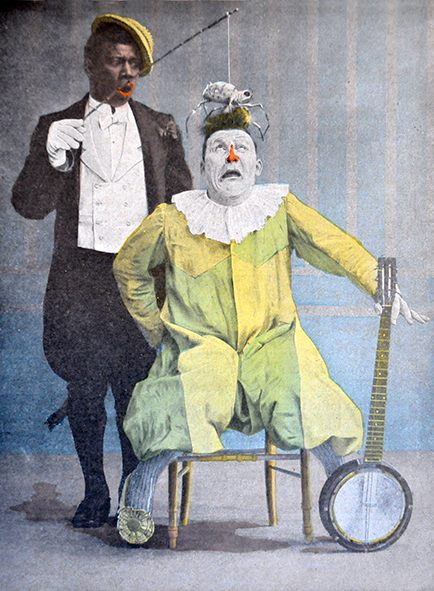
Foottit et Chocolat
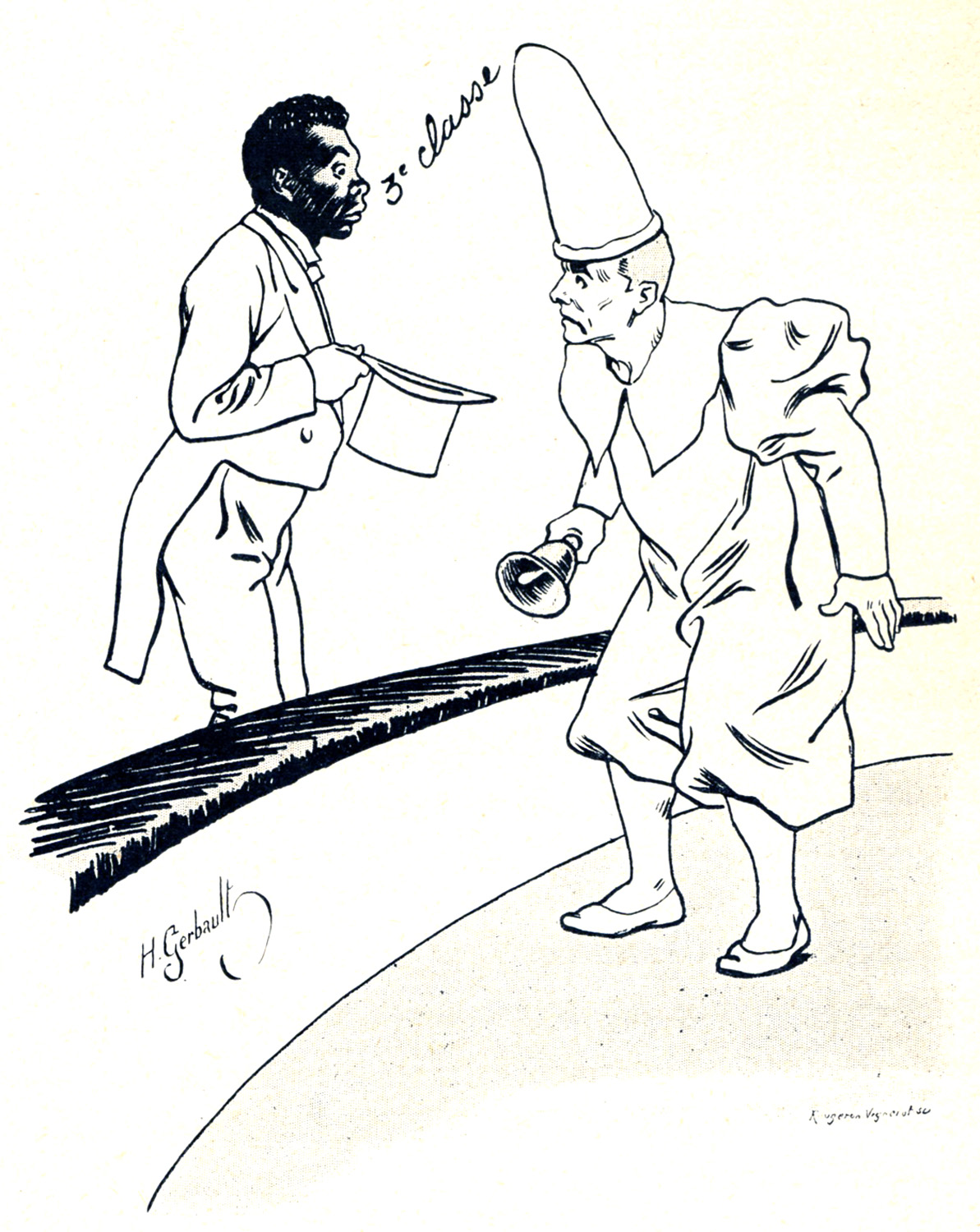
Dibujo de Foottit et Chocolat
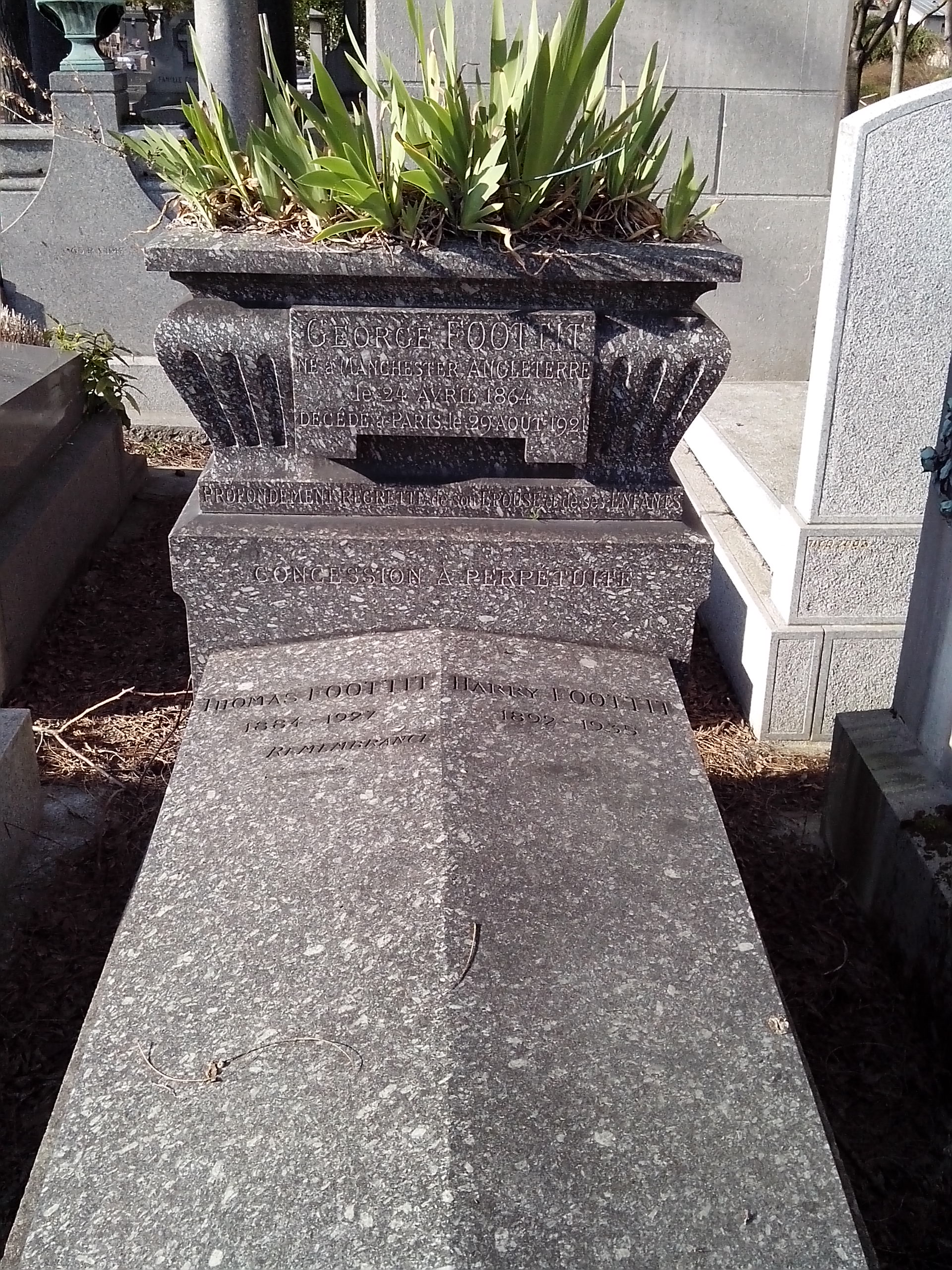
Tumba de Foottit en el cementerio de Père-Lachaise
- Vídeo de Foottit et Chocolat